# Gennadi Dmitrijewitsch Stoljarow
Gennadi Dmitrijewitsch Stoljarow (russisch Геннадий Дмитриевич Столяров; * 20. August 1986 in Moskau, Russische SFSR) ist ein russischer Eishockeyspieler, der seit 2022 beim HK Jugra Chanty-Mansijsk in der Wysschaja Hockey-Liga unter Vertrag steht.

## Karriere
Gennadi Stoljarow begann seine Karriere als Eishockeyspieler beim THK Twer, für dessen Profimannschaft er in der Saison 2003/04 sein Debüt in der Wysschaja Liga, der zweiten russischen Spielklasse, gab. Anschließend wurde er im NHL Entry Draft 2004 in der achten Runde als insgesamt 257. Spieler von den Detroit Red Wings ausgewählt, für die er allerdings nie spielte. Stattdessen blieb der Flügelspieler in Russland und wechselte innerhalb der Wysschaja Liga zu Witjas Tschechow, mit dem er den Aufstieg in die Superliga erreichte. Er selbst blieb jedoch in der zweiten Liga und schloss sich Kapitan Stupino an, für das er nur 17 Spiele bestritt, ehe er im Laufe der Saison 2005/06 vom HK Dynamo Moskau aus der Superliga verpflichtet wurde. Für den Hauptstadtclub lief er in den folgenden zweieinhalb Jahren regelmäßig auf und erreichte drei Mal mit seiner Mannschaft die Playoffs.
Nachdem Stoljarow auch die Saison 2008/09 beim HK Dynamo Moskau in der neu gegründeten Kontinentalen Hockey-Liga begonnen hatte, wechselte er nach nur drei Spielen zum kasachischen KHL-Teilnehmer Barys Astana, für den er bis Saisonende in insgesamt 44 Spielen zwölf Tore erzielte und neun Vorlagen gab. Zur folgenden Spielzeit unterschrieb der Russe einen Vertrag bei seinem in der Zwischenzeit aufgestiegenen und nach Balaschicha umgesiedelten Ex-Klub HK MWD. Mit diesem unterlag er in der Saison 2009/10 dem Ligarivalen Ak Bars Kasan erst im Finale der Playoffs um den Gagarin Cup. Nach der Spielzeit wurde der HK MWD mit dem HK Dynamo Moskau fusioniert und der Linksschütze erhielt einen Vertrag für die Saison 2010/11 bei deren Nachfolgeteam OHK Dynamo. Im Juni 2011 wurde er von Sewerstal Tscherepowez verpflichtet und absolvierte in den folgenden 5 Spieljahren über 160 KHL-Partien für den Klub. Im Dezember 2014 wurde Stoljarow im Tausch gegen ein Wahlrecht für den KHL Junior Draft 2015 an Torpedo Nischni Nowgorod abgegeben.
Im Mai 2015 unterschrieb er einen Zweijahresvertrag beim HK ZSKA Moskau, wechselte aber schon im November 2016 zu Neftechimik Nischnekamsk. Anschließend spielte er jeweils ein Jahr für Torpedo Nischni Nowgorod, Witjas Podolsk und HK Spartak Moskau.
Zwischen September 2020 und Oktober 2021 stand er bei Dinamo Riga in der KHL unter Vertrag, wechselte anschließend zum HC Meran in die Alps Hockey League und im Januar 2022 weiter zum HC Sparta Prag.
Seit der Saison 2022/23 spielt Stoljarow beim HK Jugra Chanty-Mansijsk.

## Erfolge und Auszeichnungen
- 2005 Aufstieg in die Superliga mit Witjas Tschechow
- 2010 Gagarin-Pokal-Finalist mit dem HK MWD Balaschicha

## Statistik
(Stand: Ende der Saison 2018/19)